# Coupe de France de hockey sur glace 2023-2024
 (octobre 2023).
Les normes d'accessibilité du Web doivent être respectées sur les articles liés au hockey sur glace.
Les articles possédant ce bandeau sont listés dans la catégorie:Article hockey sur glace non accessible.
Les points d'amélioration suivants sont les cas les plus fréquents :
- Tableaux de données : utiliser les modèles préformatés déjà disponibles ou consulter l'aide ;
- Listes à puces : les listes à puces sont créées grâces aux astérisques. Il ne doit pas y avoir de ligne vide entre deux astérisques ;
- Langue : tout changement de langue doit être signalé grâce au modèle {{langue}} ou au paramètrelangue=quand le modèle {{Lien web}} est utilisé dans les références ;
- Alternative textuelle : toute image doit être accompagnée d'une description sommaire (à ne pas confondre avec la légende).

Voir aussi Wikipédia:Atelier accessibilité/Bonnes pratiques.
Nota : ce bandeau ne concerne pas les problèmes d'accessibilité dus aux modèles utilisés.
Navigation
Coupe de France 2023 Coupe de France 2025
La Coupe de France 2024 de hockey sur glace est la trente-et-unième édition de cette compétition organisée par la Fédération française de hockey sur glace. La finale se jouera en janvier 2024 à l'AccorHotels Arena à Paris.

## Présentation
La Coupe de France est jouée sous la forme d'une compétition à élimination directe, chaque rencontre devant déterminer un vainqueur. S'il y a égalité à l'issue du temps réglementaire, une période de prolongation de dix minutes est jouée, suivie si nécessaire d'une séance de tirs au but. Chaque rencontre est déterminée par tirage au sort. Tous les clubs de Synerglace Ligue Magnus, de Division 1 et de Division 2 ont l'obligation de participer,. 
Le calendrier de la coupe est le suivant :
- Premier tour : 30 septembre 2023
- Seizièmes de finale : 24 et 25 octobre 2023
- Huitièmes de finale : 14 et 15 novembre 2023
- Quarts de finale : 28 et 29 novembre 2023
- Demi-finales : 19 et 20 décembre 2023
- Finale : 21 janvier 2024

| Tour                | Division | Division | Division | Division |
| Tour                | Synerglace Ligue Magnus (SLM) | Division 1 (D1) | Division 2 (D2) | Division 3 (D3) |
| ------------------- | --- | --- | --- | --- |
| Premier tour        | | Albatros de Brest Drakkars de Caen Éléphants de Chambéry Dogs de Cholet Comètes de Meudon Yétis du Mont-Blanc Pingouins de Morzine-Avoriaz Corsaires de Nantes Bisons de Neuilly-sur-Marne Étoile noire de Strasbourg Diables rouges de Valenciennes | Red Dogs d'Amnéville Chevaliers du lac d'Annecy Sangliers Arvernes de Clermont Titans de Colmar Coqs de Courbevoie Jets d'Évry Viry Aigles de La Roche-sur-Yon Lions de Lyon Vipers de Montpellier Français volants de Paris Phénix de Reims Renards de Roanne Bélougas de Toulouse-Blagnac Lynx de Valence Ours de Villard-de-Lans | Castors d'Asnières Tigres de l'ACBB Gaulois de Châlons-en-Champagne Lions de Compiègne Ducs de Dijon Graoully de Metz Scorpions de Mulhouse Krokos de Nîmes |
| Seizièmes de finale | Gothiques d'Amiens Ducs d'Angers Hormadi Anglet Boxers de Bordeaux Diables rouges de Briançon Jokers de Cergy-Pontoise Pionniers de Chamonix Mont-Blanc Rapaces de Gap Brûleurs de loups de Grenoble Spartiates de Marseille Aigles de Nice Dragons de Rouen | Corsaires de Dunkerque Wildcats d'Épinal Remparts de Tours | | |

## Premier tour
| 30 septembre 2023 | Français volants (D2) | 9-7 (2-1, 4-0, 3-6) | Reims (D2) | Patinoire Sonja-Henie 123 spectateurs |

| Feuille de match                     | Feuille de match | Feuille de match                                                | Feuille de match | Feuille de match                                                              |
| ------------------------------------ | --- | --------------------------------------------------------------- | --- | ----------------------------------------------------------------------------- |
|                                      | - Lacombe (Vinals, Slupski) — 4 min 56 s Cuzin (Nekludovs, Barnier) — 13 min 44 s Kouzmin (Cuzin, Barnier) — 26 min 36 s Dumont (Barnier) — 26 min 46 s Cuzin (Nekludovs, Barnier) — 28 min 13 s Gersanois (Slupski, Vinals) — 33 min 35 s (SN) Cuzin (Nekludovs, Kouzmin) — 41 min 25 s - Gersanois (Lacombe, Vinals) — 44 min 50 s - Cuzin (Kouzmin, Nekludovs) — 52 min 59 s - | 0-1 1-1 2-1 3-1 4-1 5-1 6-1 7-1 7-2 8-2 8-3 8-4 8-5 8-6 9-6 9-7 | Goudard (Daigneau, Martial) — 4 min 19 s - Tellström — 43 min 30 s - Martail (Gustafsson) — 46 min 39 s Martial (Goudard, Crousy-Théode) — 49 min 47 s (SN) Rouillard — 51 min 37 s Eriksson (Kluyeuv, Goudard) — 52 min 13 s - Martial (Henriksson, Gustafsson) — 55 min 16 s | Arbitrage : Florian Aurat Juges de lignes : Charles Baudoin et Gaëlle Bourdon |
| Soukka (40 min) Florchinger (20 min) | Gardiens | Hanning (44 min 50 s) Crousy-Théode (15 min 10 s)               | | Arbitrage : Florian Aurat Juges de lignes : Charles Baudoin et Gaëlle Bourdon |
| 18 min                               | Pénalités | 43 min                                                          | | Arbitrage : Florian Aurat Juges de lignes : Charles Baudoin et Gaëlle Bourdon |
|                                      | |                                                                 | | Arbitrage : Florian Aurat Juges de lignes : Charles Baudoin et Gaëlle Bourdon |

| 30 septembre 2023 | Châlons-en-Champagne (D3) | 2-9 (0-4, 1-2, 1-3) | Valenciennes (D1) | Patinoire Cités Glace 700 spectateurs |

| Feuille de match                         | Feuille de match                                                          | Feuille de match                            | Feuille de match | Feuille de match                                                                 |
| ---------------------------------------- | ------------------------------------------------------------------------- | ------------------------------------------- | --- | -------------------------------------------------------------------------------- |
|                                          | - Mikula (Lohou) — 36 min 12 s (2 SN) - Mikula (Kubovcik) — 52 min 37 s - | 0-1 0-2 0-3 0-4 0-5 0-6 1-6 1-7 1-8 2-8 2-9 | T. Mathieu (Lepage, M. Mathieu) — 3 min 39 s M. Mathieu (T. Mathieu, Lepage) — 6 min 29 s Côté (Plouffe, Fritz-Dreyssé) — 12 min 10 s Binet-Bérubé (Plouffe, Côté) — 13 min 53 s Lepage (T. Mathieu, M. Mathieu) — 21 min Côté (Plouffe, Binet-Bérubé) — 33 min 35 s (SN) - Lepage (Binet-Bérubé, Côté) — 41 min 27 s T. Mathieu (M. Mathieu, Lepage) — 41 min 52 s - Côté (Fritz-Dreyssé, T. Mathieu) — 53 min 43 s | Arbitrage : Frédéric Le Berre Juges de lignes : Alban Delsarte et Laura Peronnin |
| Brun (29 min 58 s) Eriksson (30 min 2 s) | Gardiens                                                                  | Petit                                       | | Arbitrage : Frédéric Le Berre Juges de lignes : Alban Delsarte et Laura Peronnin |
| 8 min                                    | Pénalités                                                                 | 6 min                                       | | Arbitrage : Frédéric Le Berre Juges de lignes : Alban Delsarte et Laura Peronnin |
|                                          |                                                                           |                                             | | Arbitrage : Frédéric Le Berre Juges de lignes : Alban Delsarte et Laura Peronnin |

| 30 septembre 2023 | Asnières-sur-Seine (D3) | 0-9 (0-3, 0-2, 0-4) | Évry-Viry (D2) | Patinoire des Courtilles 80 spectateurs |

| Feuille de match              | Feuille de match | Feuille de match                              | Feuille de match | Feuille de match                                                              |
| ----------------------------- | ---------------- | --------------------------------------------- | --- | ----------------------------------------------------------------------------- |
|                               | -                | 0-1 0-2 0-3 0-4 0-5 0-6 0-7 0-8 0-9           | Pigeot (Deruelle) — 7 min 47 s (2 SN) Bertrand (Kaufmann, Rodrigues) — 9 min 29 s (SN) Lallemand (Gagnon, Tellier) — 19 min 15 s (SN) Thos (Bertrand) — 30 min 22 s Thos (Hora) — 36 min 49 s Hora (Gagnon, Tellier) — 40 min 38 s (SN) R. Bonnefoy (M. Decourtye) — 48 min 36 s Gagnon (Lallemand, Tellier) — 54 min 12 s Gagnon (Lallemand, Hora) — 54 min 58 s | Arbitrage : Romain Bispo Juges de lignes : Antoine Debucquet et Louis Gissler |
| Taupin (40 min) Odin (20 min) | Gardiens         | Bouteiller (30 min 22 s) Makeev (29 min 38 s) | | Arbitrage : Romain Bispo Juges de lignes : Antoine Debucquet et Louis Gissler |
| 16 min                        | Pénalités        | 6 min                                         | | Arbitrage : Romain Bispo Juges de lignes : Antoine Debucquet et Louis Gissler |
|                               |                  |                                               | | Arbitrage : Romain Bispo Juges de lignes : Antoine Debucquet et Louis Gissler |

| 30 septembre 2023 | Boulogne-Billancourt (D3) | 1-17 (1-3, 0-10, 0-4) | Meudon (D1) | Patinoire de Meudon 170 spectateurs |

| Feuille de match                | Feuille de match     | Feuille de match                                                                | Feuille de match | Feuille de match                                                                             |
| ------------------------------- | -------------------- | ------------------------------------------------------------------------------- | --- | -------------------------------------------------------------------------------------------- |
|                                 | Basiuk — 26 s (TP) - | 1-0 1-1 1-2 1-3 1-4 1-5 1-6 1-7 1-8 1-9 1-10 1-11 1-12 1-13 1-14 1-15 1-16 1-17 | - Sahagun (Kebets, Houeix) — 1 min 30 s Kebets — 4 min 37 s Kebets (Weber, Sahagun) — 12 min 43 s Alvau (Shewfelt, Lorcher) — 20 min 51 s (SN) Shewfelt (Hamacher, Collins) — 22 min 22 s (SN) Rolland (Radolanirina) — 29 min 34 s Houeix (Sahagun, Cerdà) — 32 min 15 s (SN) Alvau (Lorcher, Boltushkine) — 34 min 43 s Collins (Fossey) — 35 min 58 s Shewfelt — 36 min 36 s Boltushkine (Mony, Mouratov) — 38 min 45 s Rolland (Cerdà, Alvau) — 39 min 18 s Hamacher (Collins, Shewfelt) — 39 min 35 s Shewfelt (Collins, Ropert) — 44 min 4 s Collins (Hamacher, Lorcher) — 53 min 30 s Kebets (Sahagun, Lorcher) — 55 min 6 s Hamacher (Shewfelt) — 57 min 34 s | Arbitrage : Samuel Fessier Juges de lignes : Enguerrand Thibouville et Pierre Mercier-Landry |
| Sizaire (40 min) Uguen (20 min) | Gardiens             | Blazek (29 min 34 s) Melin (30 min 26 s)                                        | | Arbitrage : Samuel Fessier Juges de lignes : Enguerrand Thibouville et Pierre Mercier-Landry |
| 16 min                          | Pénalités            | 6 min                                                                           | | Arbitrage : Samuel Fessier Juges de lignes : Enguerrand Thibouville et Pierre Mercier-Landry |
|                                 |                      |                                                                                 | | Arbitrage : Samuel Fessier Juges de lignes : Enguerrand Thibouville et Pierre Mercier-Landry |

| 30 septembre 2023 | Compiègne (D3) | 2-4 (0-1, 1-1, 1-2) | Courbevoie (D2) | Patinoire de Mercières 243 spectateurs |

| Feuille de match | Feuille de match                                                                                    | Feuille de match        | Feuille de match | Feuille de match                                                                |
| ---------------- | --------------------------------------------------------------------------------------------------- | ----------------------- | --- | ------------------------------------------------------------------------------- |
|                  | - Lavigne-Parent (Loger) — 30 min 56 s Pagnod-Rossiaux (Lavigne-Parent, Loger) — 41 min 30 s (SN) - | 0-1 0-2 1-2 2-2 2-3 2-4 | L. Gesquière (Rabelle) — 18 min 44 s Druart (Marette, Bourgès) — 30 min 1 s - Ligué (Bourgès, Rabelle) — 48 min 18 s Bourgès (Druart, Ligué) — 59 min 23 s | Arbitrage : Mickaël Gasnier Juges de lignes : Louis Fleury et Julien Le Monnier |
| Varin            | Gardiens                                                                                            | Nikolic                 | | Arbitrage : Mickaël Gasnier Juges de lignes : Louis Fleury et Julien Le Monnier |
| 20 min           | Pénalités                                                                                           | 20 min                  | | Arbitrage : Mickaël Gasnier Juges de lignes : Louis Fleury et Julien Le Monnier |
|                  | |                         | | Arbitrage : Mickaël Gasnier Juges de lignes : Louis Fleury et Julien Le Monnier |

| 30 septembre 2023 | Caen (D1) | 0-3 (0-0, 0-0, 0-3) | Neuilly-sur-Marne (D1) | Patinoire de Caen la mer 1 000 spectateurs |

| Feuille de match | Feuille de match | Feuille de match | Feuille de match                                                                                   | Feuille de match                                                                     |
| ---------------- | ---------------- | ---------------- | -------------------------------------------------------------------------------------------------- | ------------------------------------------------------------------------------------ |
|                  | -                | 0-1 0-2 0-3      | Delatour — 51 min 8 s Sirén (Guillemain) — 51 min 29 s Rudl (Iakimenko, Sirén) — 56 min 1 s (2 SN) | Arbitrage : Sébastien Geoffroy Juges de lignes : Quentin Cady et Aurélien Smeeckaert |
| Quemener         | Gardiens         | Rosandić         | | Arbitrage : Sébastien Geoffroy Juges de lignes : Quentin Cady et Aurélien Smeeckaert |
| 12 min           | Pénalités        | 18 min           | | Arbitrage : Sébastien Geoffroy Juges de lignes : Quentin Cady et Aurélien Smeeckaert |
|                  |                  |                  | | Arbitrage : Sébastien Geoffroy Juges de lignes : Quentin Cady et Aurélien Smeeckaert |

| 30 septembre 2023 | Dijon (D3) | 3-2 (0-0, 1-0, 2-2) | Colmar (D2) | Patinoire Trimolet 354 spectateurs |

| Feuille de match | Feuille de match                                                                                          | Feuille de match    | Feuille de match                                                                | Feuille de match                                                                      |
| ---------------- | --- | ------------------- | ------------------------------------------------------------------------------- | ------------------------------------------------------------------------------------- |
|                  | Romand (M. Jury) — 24 min 8 s - Fahas (Romand, Devaux) — 44 min 37 s - Bourgin (Coley) — 52 min 50 s (IN) | 1-0 1-1 2-1 2-2 3-2 | - Chaubell (Rousseau) — 44 min 11 s (SN) - Rousseau (Commusset) — 49 min 38 s - | Arbitrage : Mikaël Rommevaux Juges de lignes : Johan Kirschenbaum et Jason Thorrignac |
| Krofta           | Gardiens                                                                                                  | Siegel              |                                                                                 | Arbitrage : Mikaël Rommevaux Juges de lignes : Johan Kirschenbaum et Jason Thorrignac |
| 31 min           | Pénalités                                                                                                 | 14 min              |                                                                                 | Arbitrage : Mikaël Rommevaux Juges de lignes : Johan Kirschenbaum et Jason Thorrignac |
|                  | |                     |                                                                                 | Arbitrage : Mikaël Rommevaux Juges de lignes : Johan Kirschenbaum et Jason Thorrignac |

| 30 septembre 2023 | Amnéville (D2) | 0-9 (0-2, 0-5, 0-2) | Strasbourg (D1) | Patinoire du Centre de Loisirs 150 spectateurs |

| Feuille de match | Feuille de match | Feuille de match                    | Feuille de match | Feuille de match                                                              |
| ---------------- | ---------------- | ----------------------------------- | --- | ----------------------------------------------------------------------------- |
|                  | -                | 0-1 0-2 0-3 0-4 0-5 0-6 0-7 0-8 0-9 | Sénéchal (Baldris, Olive) — 11 min 8 s Duras (Gozzi, Trudeau) — 18 min 13 s Trudeau (Van Lierop, Pears) — 22 min 33 s (SN) Bourdages (Boiteau, Labat) — 24 min 8 s Burgos Ramirez (Pears, Hoehe) — 36 min 42 s Poirot (Fondadouze, Pousse) — 37 min 2 s Labat (Boiteau) — 38 min 56 s (SN) Duras (Trudeau, Hoehe) — 51 min 10 s Duras (Trudeau) — 57 min 22 s (SN) | Arbitrage : Cédric Turbert Juges de lignes : Jérémie Collin et Sueva Torribio |
| Guilbaut         | Gardiens         | Hiadlovský (40 min) Pousse (20 min) | | Arbitrage : Cédric Turbert Juges de lignes : Jérémie Collin et Sueva Torribio |
| 10 min           | Pénalités        | 4 min                               | | Arbitrage : Cédric Turbert Juges de lignes : Jérémie Collin et Sueva Torribio |
|                  |                  |                                     | | Arbitrage : Cédric Turbert Juges de lignes : Jérémie Collin et Sueva Torribio |

| 30 septembre 2023 | Mulhouse (D3) | 1-3 (0-1, 0-0, 1-2) | Metz (D3) | Patinoire de l'Illberg 492 spectateurs |

| Feuille de match | Feuille de match                             | Feuille de match | Feuille de match | Feuille de match                                 |
| ---------------- | -------------------------------------------- | ---------------- | --- | ------------------------------------------------ |
|                  | - Marchand (Sonnet, Burgert) — 43 min 49 s - | 0-1 1-1 1-2 1-3  | Preud'homme (Lorenzini, Zeliska) — 4 min (SN) - Hamri (Stroppolo, Zeliska) — 54 min 54 s (SN) Zeliska (Hamri) — 59 min 58 s (CV) | Arbitrage : Christophe Moncozet et Jean Catarino |
| Perrin           | Gardiens                                     | Sandqvist        | | Arbitrage : Christophe Moncozet et Jean Catarino |
| 14 min           | Pénalités                                    | 14 min           | | Arbitrage : Christophe Moncozet et Jean Catarino |
|                  |                                              |                  | | Arbitrage : Christophe Moncozet et Jean Catarino |

| 30 septembre 2023 | Clermont-Ferrand (D2) | 2-1 (1-0, 1-1, 0-0) | Annecy (D2) | Patinoire Clermont Communauté 623 spectateurs |

| Feuille de match | Feuille de match                                                                                 | Feuille de match | Feuille de match                           | Feuille de match                                                                      |
| ---------------- | ------------------------------------------------------------------------------------------------ | ---------------- | ------------------------------------------ | ------------------------------------------------------------------------------------- |
|                  | Niemelä (Blazart, Välirinne) — 17 min 44 s (SN) Vialatte (Lisov, Valirinne) — 24 min 12 s (SN) - | 1-0 2-0 2-1      | - Combaz (Nikkilä, Monceniz) — 26 min 33 s | Arbitrage : Bastien Germaneaud Juges de lignes : Eric Briolat et Anne-Sophie Boniface |
| Fontaine         | Gardiens                                                                                         | Dugat            |                                            | Arbitrage : Bastien Germaneaud Juges de lignes : Eric Briolat et Anne-Sophie Boniface |
| 16 min           | Pénalités                                                                                        | 20 min           |                                            | Arbitrage : Bastien Germaneaud Juges de lignes : Eric Briolat et Anne-Sophie Boniface |
|                  |                                                                                                  |                  |                                            | Arbitrage : Bastien Germaneaud Juges de lignes : Eric Briolat et Anne-Sophie Boniface |

| 30 septembre 2023 | Lyon (D2) | 6-2 (4-0, 2-0, 0-2) | Mont-Blanc (D1) | Patinoire Charlemagne 1 096 spectateurs |

| Feuille de match | Feuille de match | Feuille de match                        | Feuille de match                                                   | Feuille de match                                                                        |
| ---------------- | --- | --------------------------------------- | ------------------------------------------------------------------ | --------------------------------------------------------------------------------------- |
|                  | Chautant — 9 min 43 s Portier (Chautant) — 12 min 39 s Baravaglio (Kuľha, Tomko) — 18 min 52 s Chautant (Franzino, Andraud) — 19 min 5 s Månsson (Kuľha, Tomko) — 21 min 14 s (2 SN) Robert — 28 min 5 s - | 1-0 2-0 3-0 4-0 5-0 6-0 6-1 6-2         | - Tyson (Risk) — 48 min 32 s (SN) Arès (T. Larroque) — 56 min 39 s | Arbitrage : Joris Barcelo Juges de lignes : Yohann Creux-Beaugirard et Benjamin Auméras |
| Ginier           | Gardiens | Davout (28 min 5 s) Comte (31 min 55 s) |                                                                    | Arbitrage : Joris Barcelo Juges de lignes : Yohann Creux-Beaugirard et Benjamin Auméras |
| 12 min           | Pénalités | 37 min                                  |                                                                    | Arbitrage : Joris Barcelo Juges de lignes : Yohann Creux-Beaugirard et Benjamin Auméras |
|                  | |                                         |                                                                    | Arbitrage : Joris Barcelo Juges de lignes : Yohann Creux-Beaugirard et Benjamin Auméras |

| 30 septembre 2023 | Roanne (D2) | 2-11 (0-4, 2-4, 0-3) | Chambéry (D1) | Patinoire Fontalon 500 spectateurs |

| Feuille de match | Feuille de match                                             | Feuille de match                                      | Feuille de match | Feuille de match                                                             |
| ---------------- | ------------------------------------------------------------ | ----------------------------------------------------- | --- | ---------------------------------------------------------------------------- |
|                  | - Ouimet — 24 min 24 s Ouimet (Ravanel) — 27 min 58 s (IN) - | 0-1 0-2 0-3 0-4 1-4 2-4 2-5 2-6 2-7 2-8 2-9 2-10 2-11 | Reynaud (Fertin) — 4 min 7 s Belisle (Lesage) — 10 min 58 s McKinney (Guidoux) — 15 min 6 s Grossetete (Johnson, Reynaud) — 17 min 4 s - Guidoux (Belisle) — 29 min 41 s (SN) Reynaud (D. Reboh) — 30 min 42 s (IN) Fertin (Despatie, Schmitt) — 34 min 57 s (SN) Despatie (McKinney) — 38 min 52 s Bachelet (Corvez) — 43 min 33 s Grossetete (Bachelet, Besnier) — 51 min 40 s Letellier (Fertin) — 57 min 47 s | Arbitrage : Damien Icard Juges de lignes : Florian Baudry et Gildas Fontaine |
| Depanian         | Gardiens                                                     | Muise                                                 | | Arbitrage : Damien Icard Juges de lignes : Florian Baudry et Gildas Fontaine |
| 8 min            | Pénalités                                                    | 13 min                                                | | Arbitrage : Damien Icard Juges de lignes : Florian Baudry et Gildas Fontaine |
|                  |                                                              |                                                       | | Arbitrage : Damien Icard Juges de lignes : Florian Baudry et Gildas Fontaine |

| 3 octobre 2023 | Villard-de-Lans (D2) | 4-5 (0-0, 0-4, 4-1) | Morzine-Avoriaz (D1) | Patinoire André Ravix 254 spectateurs |

| Feuille de match | Feuille de match | Feuille de match                    | Feuille de match | Feuille de match                                                                         |
| ---------------- | --- | ----------------------------------- | --- | ---------------------------------------------------------------------------------------- |
|                  | - Lardière (Favarin, Ruel) — 54 min 12 s (SN) Tchernikov — 57 min 7 s (SN) Tiala (Tchernikov, Harrisson) — 57 min 21 s (SN) Depetro (Tiala, Harrisson) — 59 min 52 s (SN) | 0-1 0-2 0-3 0-4 0-5 1-5 2-5 3-5 4-5 | Myers (Marcinek, Kumin) — 28 min 9 s (SN) Ziouziakine (Marcinek, Luscombe) — 32 min 10 s (SN) Shroyer (Marcinek, Luscombe) — 37 min 50 s Myers (Premat) — 38 min 34 s Marcinek (Myers, Eyre) — 40 min 35 s - | Arbitrage : Frédéric Peurière Juges de lignes : Alexandre Donat-Magnin et Florian Baudry |
| Finé             | Gardiens | Darier (59 min 53 s) Bouvet (7 s)   | | Arbitrage : Frédéric Peurière Juges de lignes : Alexandre Donat-Magnin et Florian Baudry |
| 36 min           | Pénalités | 65 min                              | | Arbitrage : Frédéric Peurière Juges de lignes : Alexandre Donat-Magnin et Florian Baudry |
|                  | |                                     | | Arbitrage : Frédéric Peurière Juges de lignes : Alexandre Donat-Magnin et Florian Baudry |

| 30 septembre 2023 | Toulouse-Blagnac (D2) | 6-5 (pr) (2-2, 1-0, 2-3, 1-0) | Valence (D2) | Patinoire Jacques-Raynaud 570 spectateurs |

| Feuille de match | Feuille de match | Feuille de match                            | Feuille de match | Feuille de match                                                                  |
| ---------------- | --- | ------------------------------------------- | --- | --------------------------------------------------------------------------------- |
|                  | - O'Connell (Sudor, Borg) — 4 min 34 s Bergeron (Byé) — 7 min 39 s - MacDonald — 27 min 40 s Mutte (Chauveau) — 43 min 25 s (IN) Bergeron (Chauveau) — 44 min 5 s - O'Connell (Bergeron, MacDonald) — 60 min 12 s | 0-1 1-1 2-1 2-2 3-2 4-2 5-2 5-3 5-4 5-5 6-5 | Maarni — 1 min 59 s (IN) - Doudkine (Maarni) — 14 min 42 s - Maarni (Roudadoux) — 50 min 3 s Doudkine (Richard) — 53 min 22 s (SN) Plenet (Maarni, Roudadoux) — 54 min 12 s - | Arbitrage : Pascal Telliez Juges de lignes : Franck Dessolain et Leevan Thiebault |
| Bolduc           | Gardiens | Gautero                                     | | Arbitrage : Pascal Telliez Juges de lignes : Franck Dessolain et Leevan Thiebault |
| 16 min           | Pénalités | 10 min                                      | | Arbitrage : Pascal Telliez Juges de lignes : Franck Dessolain et Leevan Thiebault |
|                  | |                                             | | Arbitrage : Pascal Telliez Juges de lignes : Franck Dessolain et Leevan Thiebault |

| 30 septembre 2023 | Nîmes (D3) | 1-7 (1-2, 0-5, 0-0) | Montpellier (D2) | Patinoire de Nîmes 456 spectateurs |

| Feuille de match | Feuille de match                           | Feuille de match                | Feuille de match | Feuille de match                                                                      |
| ---------------- | ------------------------------------------ | ------------------------------- | --- | ------------------------------------------------------------------------------------- |
|                  | - Constantineau (Lardière) — 12 min 50 s - | 0-1 0-2 1-2 1-3 1-4 1-5 1-6 1-7 | Touveron (Montagut, Beckmann) — 32 s Plantrou (Caudron, Montagut) — 5 min 53 s (SN) - Touveron (Plantrou, Beckmann) — 20 min 43 s Montagut (Touveron, Plantrou) — 23 min 4 s Vojsovic — 24 min 27 s Montagut — 29 min 49 s Vojsovic (Ransbotyn, Heffernan) — 35 min 45 s | Arbitrage : Alexis Grabit Juges de lignes : Alexandre Donat-Magnin et Olivier Salicio |
| Jeanpierre       | Gardiens                                   | Loubier                         | | Arbitrage : Alexis Grabit Juges de lignes : Alexandre Donat-Magnin et Olivier Salicio |
| 4 min            | Pénalités                                  | 6 min                           | | Arbitrage : Alexis Grabit Juges de lignes : Alexandre Donat-Magnin et Olivier Salicio |
|                  |                                            |                                 | | Arbitrage : Alexis Grabit Juges de lignes : Alexandre Donat-Magnin et Olivier Salicio |

| 30 septembre 2023 | Cholet (D1) | 4-2 (0-0, 1-2, 3-0) | Nantes (D1) | Pôle Sportif Glisséo 800 spectateurs |

| Feuille de match | Feuille de match | Feuille de match        | Feuille de match                                                | Feuille de match                                                                       |
| ---------------- | --- | ----------------------- | --------------------------------------------------------------- | -------------------------------------------------------------------------------------- |
|                  | Mathieu (Sprukts) — 26 min 52 s (2 SN) - Proux (Grīnbergs, Chappa) — 41 min 22 s Sprukts (Orlov) — 53 min 46 s Frécon — 59 min 11 s (CV) | 1-0 1-1 1-2 2-2 3-2 4-2 | - Valier (Luedtke, Collin) — 35 min 58 s Collin — 37 min 30 s - | Arbitrage : Philippe Frossard Juges de lignes : Charles-Edouard Salmon et Thomas Simon |
| Duquenne         | Gardiens | Luba                    |                                                                 | Arbitrage : Philippe Frossard Juges de lignes : Charles-Edouard Salmon et Thomas Simon |
| 8 min            | Pénalités | 8 min                   |                                                                 | Arbitrage : Philippe Frossard Juges de lignes : Charles-Edouard Salmon et Thomas Simon |
|                  | |                         |                                                                 | Arbitrage : Philippe Frossard Juges de lignes : Charles-Edouard Salmon et Thomas Simon |

| 30 septembre 2023 | La Roche-sur-Yon (D2) | 1-7 (0-3, 1-3, 0-1) | Brest (D1) | Complexe Arago 850 spectateurs |

| Feuille de match | Feuille de match                                 | Feuille de match                | Feuille de match | Feuille de match                                                                 |
| ---------------- | ------------------------------------------------ | ------------------------------- | --- | -------------------------------------------------------------------------------- |
|                  | - Joerger (Ichmametiev, Lalanne) — 28 min 16 s - | 0-1 0-2 0-3 1-3 1-4 1-5 1-6 1-7 | D. Motreff — 16 min 15 s (SN) Mikhnov (J.Avenel, Olynek) — 17 min 16 s (SN) Fourcade (Bortino) — 19 min 57 s - Fourcade (Fournier, Favarin) — 35 min 45 s (SN) Fourcade (Bortino, Fournier) — 37 min (SN) Mikhnov (D. Motreff) — 39 min 59 s Toukmatchev (Gontcharov) — 46 min 5 s | Arbitrage : Jérémy Metais Juges de lignes : Pierre Tronet et Florian Tocqueville |
| Trutt            | Gardiens                                         | Kogovšek                        | | Arbitrage : Jérémy Metais Juges de lignes : Pierre Tronet et Florian Tocqueville |
| 12 min           | Pénalités                                        | 10 min                          | | Arbitrage : Jérémy Metais Juges de lignes : Pierre Tronet et Florian Tocqueville |
|                  |                                                  |                                 | | Arbitrage : Jérémy Metais Juges de lignes : Pierre Tronet et Florian Tocqueville |

## Seizièmes de finale
| 24 octobre 2023 | Meudon (D1) | 4-7 (2-3, 0-2, 2-2) | Cergy-Pontoise (SLM) | Patinoire de Meudon 500 spectateurs |

| Feuille de match | Feuille de match | Feuille de match                            | Feuille de match | Feuille de match                                                        |
| ---------------- | --- | ------------------------------------------- | --- | ----------------------------------------------------------------------- |
|                  | Shewfelt — 1 min 15 s - Cerdà — 14 min 14 s - Alvau (Ropert, Kaufman) — 51 min 14 s - Kaufman (Alvau) — 58 min 27 s | 1-0 1-1 1-2 2-2 2-3 2-4 2-5 3-5 3-6 3-7 4-7 | - Barber (Gueurif) — 3 min 13 s (IN) Barber (Torrel, Dorey) — 10 min 9 s - Barber (Hämäläinen) — 16 min 31 s Limtong (Gorsanovs, Hämäläinen) — 27 min 33 s (SN) Limtong (Perrenoud) — 28 min 55 s - Perrenoud (Limtong) — 52 min 48 s Torrel (Barber, Gorsanovs) — 56 min 2 s (SN) - | Arbitrage : Damien Bliek Juges de lignes : Thomas Simon et Quentin Cady |
| Blažek           | Gardiens | Richard                                     | | Arbitrage : Damien Bliek Juges de lignes : Thomas Simon et Quentin Cady |
| 10 min           | Pénalités | 4 min                                       | | Arbitrage : Damien Bliek Juges de lignes : Thomas Simon et Quentin Cady |
|                  | |                                             | | Arbitrage : Damien Bliek Juges de lignes : Thomas Simon et Quentin Cady |

| 24 octobre 2023 | Dunkerque (D1) | 7-4 (3-2, 4-1, 0-1) | Valenciennes (D1) | Patinoire Michel-Raffoux 1 417 spectateurs |

| Feuille de match | Feuille de match | Feuille de match                            | Feuille de match | Feuille de match                                                                       |
| ---------------- | --- | ------------------------------------------- | --- | -------------------------------------------------------------------------------------- |
|                  | Torres (Carpentier) — 4 min 45 s - Torres (Winkelmann, Carpentier) — 10 min 44 s - M. Thomas (Broutin, Young) — 16 min 38 s - Stonnell (Klack, Carpentier) — 25 min 21 s (SN) Cruchandeau (Klack, Colley) — 27 min 32 s Colley (Carpentier, Stonnell) — 35 min 42 s (SN) Winkelmann (Young, Torres) — 36 min 51 s - | 1-0 1-1 2-1 2-2 3-2 3-3 4-3 5-3 6-3 7-3 7-4 | - Plouffe (Côté, Fritz-Dreyssé) — 6 min 44 s - Fritz-Dreyssé (Côté, Plouffe) — 13 min 36 s - Altybarmakian (Binet-Bérubé) — 21 min 23 s (SN) - Plouffe (Côté, Altybarmakian) — 53 min 5 s | Arbitrage : Jérémy Rauline Juges de lignes : Nicolas Messier et Charles-Edouard Salmon |
| Bertein          | Gardiens | Petit (35 min 42 s) Stiliadis (24 min 18 s) | | Arbitrage : Jérémy Rauline Juges de lignes : Nicolas Messier et Charles-Edouard Salmon |
| 6 min            | Pénalités | 12 min                                      | | Arbitrage : Jérémy Rauline Juges de lignes : Nicolas Messier et Charles-Edouard Salmon |
|                  | |                                             | | Arbitrage : Jérémy Rauline Juges de lignes : Nicolas Messier et Charles-Edouard Salmon |

| 24 octobre 2023 | Courbevoie (D2) | 1-15 (1-4, 0-5, 0-6) | Amiens (SLM) | Patinoire municipale de Courbevoie 402 spectateurs |

| Feuille de match                            | Feuille de match        | Feuille de match                                                      | Feuille de match | Feuille de match                                                             |
| ------------------------------------------- | ----------------------- | --------------------------------------------------------------------- | --- | ---------------------------------------------------------------------------- |
|                                             | - Ligué — 12 min 41 s - | 0-1 0-2 0-3 1-3 1-4 1-5 1-6 1-7 1-8 1-9 1-10 1-11 1-12 1-13 1-14 1-15 | Mony (Bault, Boucher) — 1 min 50 s Bouchard (Simonsen) — 8 min 2 s (SN) Lavigne (Tessier, Bouchard) — 10 min 16 s - Tessier (Bouchard, Lavigne) — 18 min 43 s (SN) Leborgne (Freadrich, Gibb) — 20 min 18 s Tessier (Boucher) — 24 min 15 s Bergeron (Simonsen) — 26 min 21 s (SN) Gibb (Freadrich, Lavigne) — 33 min 48 s Leclerc (Belharfi, Djemel) — 35 min 57 s Boucher (Maïa, Leborgne) — 44 min 6 s (SN) Belharfi (Plagnat) — 44 min 12 s Maïa (Boucher, Mony) — 48 min 43 s Maïa (Bault) — 53 min Plagnat (Gibb, Djemel) — 58 min 23 s Simonsen (Bault, Boucher) — 59 min 8 s | Arbitrage : Pierre Dehaen Juges de lignes : Jérémie Collin et Gaëlle Bourdon |
| Nikolić (29 min 8 s) Tricoche (30 min 52 s) | Gardiens                | Gilbert                                                               | | Arbitrage : Pierre Dehaen Juges de lignes : Jérémie Collin et Gaëlle Bourdon |
| 10 min                                      | Pénalités               | 4 min                                                                 | | Arbitrage : Pierre Dehaen Juges de lignes : Jérémie Collin et Gaëlle Bourdon |
|                                             |                         |                                                                       | | Arbitrage : Pierre Dehaen Juges de lignes : Jérémie Collin et Gaëlle Bourdon |

| 24 octobre 2023 | Évry-Viry (D2) | 0-11 (0-4, 0-3, 0-4) | Rouen (SLM) | Patinoire des Lacs de l'Essonne |

| Feuille de match                             | Feuille de match | Feuille de match                                 | Feuille de match | Feuille de match                                                                       |
| -------------------------------------------- | ---------------- | ------------------------------------------------ | --- | -------------------------------------------------------------------------------------- |
|                                              | -                | 0-1 0-2 0-3 0-4 0-5 0-6 0-7 0-8 0-9 0-10 0-11    | Vīgners (Guimond, Lampérier) — 3 min 47 s Le Lem (Addamo, Chakiachvili) — 6 min 16 s Tomasino — 10 min 3 s Kytnár (Chakiachvili, Sotnieks) — 12 min 37 s Lampérier (Chakiachvili) — 27 min 43 s Tomasino (Hervé, Rech) — 32 min 57 s Kristensen (Yeo) — 33 min 17 s Riu (Le Lem, Kristensen) — 46 min 9 s Vīgners (Kytnár, Villard) — 47 min 6 s Kytnár (Bedin, Cantagallo) — 55 min 12 s (SN) Rech (Tomasino, Guimond) — 56 min 18 s | Arbitrage : Cdéric Turbert Juges de lignes : Charles Baudoin et Enguerrand Thibouville |
| Bouteiller (32 min 57 s) Makeev (27 min 3 s) | Gardiens         | Pintarič (33 min 17 s) Soghomonian (26 min 43 s) | | Arbitrage : Cdéric Turbert Juges de lignes : Charles Baudoin et Enguerrand Thibouville |
| 4 min                                        | Pénalités        | 2 min                                            | | Arbitrage : Cdéric Turbert Juges de lignes : Charles Baudoin et Enguerrand Thibouville |
|                                              |                  |                                                  | | Arbitrage : Cdéric Turbert Juges de lignes : Charles Baudoin et Enguerrand Thibouville |

| 25 octobre 2023 | Français volants (D2) | 1-5 (1-1, 0-1, 0-3) | Neuilly-sur-Marne (D1) | Patinoire Sonja-Henie 180 spectateurs |

| Feuille de match | Feuille de match                                | Feuille de match        | Feuille de match | Feuille de match                                                                |
| ---------------- | ----------------------------------------------- | ----------------------- | --- | ------------------------------------------------------------------------------- |
|                  | Ņekļudovs (Slupski, Papaux) — 5 min 37 s (IN) - | 1-0 1-1 1-2 1-3 1-4 1-5 | - Deplanque (Sirén) — 8 min 31 s Briere (Guillemain, Sirén) — 36 min 16 s Savolainen (Auvitu, Lacheny) — 46 min 33 s (SN) Briere (Guillemain, Sirén) — 46 min 54 s Auvitu (Breton, Lacheny) — 57 min 50 s (SN) | Arbitrage : Alexandre Bourreau Juges de lignes : Cyril Debuche et Pierre Tronet |
| Soukka           | Gardiens                                        | Pawelek                 | | Arbitrage : Alexandre Bourreau Juges de lignes : Cyril Debuche et Pierre Tronet |
| 8 min            | Pénalités                                       | 8 min                   | | Arbitrage : Alexandre Bourreau Juges de lignes : Cyril Debuche et Pierre Tronet |
|                  |                                                 |                         | | Arbitrage : Alexandre Bourreau Juges de lignes : Cyril Debuche et Pierre Tronet |

| 24 octobre 2023 | Dijon (D3) | 0-8 (0-1, 0-4, 0-3) | Nice (SLM) | Patinoire Trimolet 671 spectateurs |

| Feuille de match | Feuille de match | Feuille de match                     | Feuille de match | Feuille de match                                                                 |
| ---------------- | ---------------- | ------------------------------------ | --- | -------------------------------------------------------------------------------- |
|                  | -                | 0-1 0-2 0-3 0-4 0-5 0-6 0-7 0-8      | Rytchagov (Reini, Esipov) — 9 min 3 s Esipov (Reini, Sautereau) — 26 min 2 s Kuronen (Alzon, Sautereau) — 27 min 2 s Abramov (Villain, Salve) — 31 min 17 s Salve — 31 min 49 s Babka (Abramov, Villain) — 48 min 15 s Kopta (Bélisle, Reini) — 52 min 41 s (SN) Sutor (Vitou) — 59 min 38 s | Arbitrage : Joris Barcelo Juges de lignes : Alexia Cheyroux et Clément Goncalves |
| Krofta           | Gardiens         | Bespalov (40 min) Silighini (20 min) | | Arbitrage : Joris Barcelo Juges de lignes : Alexia Cheyroux et Clément Goncalves |
| 8 min            | Pénalités        | 8 min                                | | Arbitrage : Joris Barcelo Juges de lignes : Alexia Cheyroux et Clément Goncalves |
|                  |                  |                                      | | Arbitrage : Joris Barcelo Juges de lignes : Alexia Cheyroux et Clément Goncalves |

| 24 octobre 2023 | Clermont-Ferrand (D2) | 0-6 (0-3, 0-0, 0-3) | Gap (SLM) | Patinoire Clermont Communauté |

| Feuille de match                           | Feuille de match | Feuille de match        | Feuille de match | Feuille de match                                                                        |
| ------------------------------------------ | ---------------- | ----------------------- | --- | --------------------------------------------------------------------------------------- |
|                                            | -                | 0-1 0-2 0-3 0-4 0-5 0-6 | Chauvel (Meisaari, Langlais) — 2 min 28 s Vartiainen (Escallier, Nassivet) — 6 min 26 s Chauvel — 16 min 47 s Correia (Langlais, Meisaari) — 44 min 4 s N. Bermond-Gonnet (Chauvel, Nassivet) — 45 min 46 s Rohat (Y. Coulaud, Bourgeois) — 49 min 47 s | Arbitrage : Philippe Frossard Juges de lignes : Yohann Creux-Beaugirard et Vincent Zede |
| Fontaine (49 min 48 s) Jones (10 min 12 s) | Gardiens         | Richard                 | | Arbitrage : Philippe Frossard Juges de lignes : Yohann Creux-Beaugirard et Vincent Zede |
| 0 min                                      | Pénalités        | 4 min                   | | Arbitrage : Philippe Frossard Juges de lignes : Yohann Creux-Beaugirard et Vincent Zede |
|                                            |                  |                         | | Arbitrage : Philippe Frossard Juges de lignes : Yohann Creux-Beaugirard et Vincent Zede |

| 24 octobre 2023 | Strasbourg (D1) | 1-4 (1-2, 0-1, 0-1) | Épinal (D1) | Patinoire Iceberg 1 165 spectateurs |

| Feuille de match | Feuille de match                           | Feuille de match    | Feuille de match | Feuille de match                                                                          |
| ---------------- | ------------------------------------------ | ------------------- | --- | ----------------------------------------------------------------------------------------- |
|                  | - Van Lierop (Gozzi, Důras) — 17 min 5 s - | 0-1 0-2 1-2 1-3 1-4 | Hrehorčák (Sabatier, Rusina) — 9 min 45 s (SN) Sabatier (Rusina, Hrehorčák) — 11 min 37 s - Markovič — 30 min 8 s (IN) Markovič (Jayat) — 58 min 48 s (CV) | Arbitrage : Nicolas Cregut Juges de lignes : Jason Thorrignac et Sueva Torribio-Rousselin |
| Hiadlovský       | Gardiens                                   | Bonvalot            | | Arbitrage : Nicolas Cregut Juges de lignes : Jason Thorrignac et Sueva Torribio-Rousselin |
| 85 min           | Pénalités                                  | 52 min              | | Arbitrage : Nicolas Cregut Juges de lignes : Jason Thorrignac et Sueva Torribio-Rousselin |
|                  |                                            |                     | | Arbitrage : Nicolas Cregut Juges de lignes : Jason Thorrignac et Sueva Torribio-Rousselin |

| 25 octobre 2023 | Metz (D3) | 3-15 (0-4, 1-4, 2-7) | Chambéry (D1) | Ice Arena de Metz |

| Feuille de match | Feuille de match                                                                  | Feuille de match                                                                | Feuille de match | Feuille de match                                                                      |
| ---------------- | --------------------------------------------------------------------------------- | ------------------------------------------------------------------------------- | --- | ------------------------------------------------------------------------------------- |
|                  | - Lajeunesse (Renard) — 30 min 59 s - Renard — 51 min 46 s - Minana — 59 min 47 s | 0-1 0-2 0-3 0-4 0-5 0-6 1-6 1-7 1-8 1-9 1-10 1-11 1-12 2-12 2-13 2-14 2-15 3-15 | Besnier (Corvez, Fertin) — 2 min 36 s Lesage (Franzini, Despatie) — 3 min 8 s Letellier (Nogaretto) — 16 min 24 s (SN) Despatie (Besnier, Franzini) — 18 min 13 s Reynaud (Corvez) — 24 min 54 s D. Reboh (Reynaud, Despatie) — 28 min 42 s - Reynaud (Johnson) — 32 min 41 s Lesage (Blanchard) — 39 min 39 s Raveaud (Fertin, Besnier) — 42 min Maguin (Letellier, Regis) — 45 min 6 s Belisle (McKinney, Nogaretto) — 46 min 40 s Lesage (Blanchard, Despatie) — 51 min 25 s - Besnier (McKinney, Nogaretto) — 55 min 28 s Johnson (Regis, Reynaud) — 56 min 33 s Belisle (Nogaretto) — 57 min 57 s - | Arbitrage : Sébastien Geoffroy Juges de lignes : Johan Kirschenbaum et Alban Delsarte |
| Thevenot         | Gardiens                                                                          | Muise                                                                           | | Arbitrage : Sébastien Geoffroy Juges de lignes : Johan Kirschenbaum et Alban Delsarte |
| 2 min            | Pénalités                                                                         | 2 min                                                                           | | Arbitrage : Sébastien Geoffroy Juges de lignes : Johan Kirschenbaum et Alban Delsarte |
|                  |                                                                                   |                                                                                 | | Arbitrage : Sébastien Geoffroy Juges de lignes : Johan Kirschenbaum et Alban Delsarte |

| 24 octobre 2023 | Marseille (SLM) | 2-1 (1-1, 0-0, 1-0) | Briançon (SLM) | Palais omnisports Marseille Grand Est 3 057 spectateurs |

| Feuille de match | Feuille de match                                                 | Feuille de match | Feuille de match                                | Feuille de match                                                                                             |
| ---------------- | ---------------------------------------------------------------- | ---------------- | ----------------------------------------------- | --- |
|                  | Machač (Kadlec, Morillon) — 2 min 41 s - Ten Braak — 52 min 12 s | 1-0 1-1 2-1      | - Fauchon (Richards, Vrielynck) — 16 min 36 s - | Arbitrage : Geoffrey Barcelo et Benjamin Scolari Juges de lignes : Nicolas Constantineau et Guillaume Gielly |
| Gourdin          | Gardiens                                                         | Brož             |                                                 | Arbitrage : Geoffrey Barcelo et Benjamin Scolari Juges de lignes : Nicolas Constantineau et Guillaume Gielly |
| 16 min           | Pénalités                                                        | 4 min            |                                                 | Arbitrage : Geoffrey Barcelo et Benjamin Scolari Juges de lignes : Nicolas Constantineau et Guillaume Gielly |
|                  |                                                                  |                  |                                                 | Arbitrage : Geoffrey Barcelo et Benjamin Scolari Juges de lignes : Nicolas Constantineau et Guillaume Gielly |

| 24 octobre 2023 | Lyon (D2) | 2-5 (0-3, 0-2, 2-0) | Grenoble (SLM) | Patinoire Charlemagne 2 123 spectateurs |

| Feuille de match | Feuille de match                                                                | Feuille de match            | Feuille de match | Feuille de match                                                                     |
| ---------------- | ------------------------------------------------------------------------------- | --------------------------- | --- | ------------------------------------------------------------------------------------ |
|                  | - Kuľha (Chautant) — 47 min 29 s Månsson (Franzino, Kuľha) — 51 min 57 s (2 SN) | 0-1 0-2 0-3 0-4 0-5 1-5 2-5 | Fleury (Treille, Koudri) — 3 min 52 s Bachelet (Farnier, Søberg) — 5 min 37 s F. Dair (Hardy, Munoz) — 9 min 42 s Bachelet (Søberg, Rouhiainen) — 21 min 33 s Daneau (Onno, F. Dair) — 33 min 10 s - | Arbitrage : Nicolas Barbez Juges de lignes : Quentin Ugolini et Anne-Sophie Boniface |
| C. Ginier        | Gardiens                                                                        | Garnier                     | | Arbitrage : Nicolas Barbez Juges de lignes : Quentin Ugolini et Anne-Sophie Boniface |
| 4 min            | Pénalités                                                                       | 4 min                       | | Arbitrage : Nicolas Barbez Juges de lignes : Quentin Ugolini et Anne-Sophie Boniface |
|                  |                                                                                 |                             | | Arbitrage : Nicolas Barbez Juges de lignes : Quentin Ugolini et Anne-Sophie Boniface |

| 25 octobre 2023 | Morzine-Avoriaz (D1) | 1-10 (1-4, 0-1, 0-5) | Chamonix (SLM) | Škoda Arena 713 spectateurs |

| Feuille de match                   | Feuille de match                         | Feuille de match                             | Feuille de match | Feuille de match                                                           |
| ---------------------------------- | ---------------------------------------- | -------------------------------------------- | --- | -------------------------------------------------------------------------- |
|                                    | - Ziouziakine (Luscombe) — 12 min 57 s - | 0-1 0-2 1-2 1-3 1-4 1-5 1-6 1-7 1-8 1-9 1-10 | Lopatchouk (Durand, Ville) — 6 min 55 s Persson (Lopatchouk, Masson) — 11 min 28 s (SN) - Coffy (Müller, Lopatchouk) — 16 min 44 s Chabot (Convert, Penz) — 17 min 4 s Lopatchouk (Masson, Chabot) — 23 min 7 s (SN) Masson (Brassard, Chabot) — 42 min 53 s Masson (Zago, Suni) — 49 min 19 s Poikola (Lopatchouk, Coffy) — 51 min 47 s Brassard (Durand, Walker) — 54 min 37 s Suni (Brassard, Masson) — 58 min 35 s | Arbitrage : Damien Icard Juges de lignes : Gwilherm Margry et Thiefen Biot |
| Bouvet (40 min) Benbassat (20 min) | Gardiens                                 | Mugnier                                      | | Arbitrage : Damien Icard Juges de lignes : Gwilherm Margry et Thiefen Biot |
| 6 min                              | Pénalités                                | 8 min                                        | | Arbitrage : Damien Icard Juges de lignes : Gwilherm Margry et Thiefen Biot |
|                                    |                                          |                                              | | Arbitrage : Damien Icard Juges de lignes : Gwilherm Margry et Thiefen Biot |

| 24 octobre 2023 | Brest (D1) | 4-6 (1-3, 1-2, 2-1) | Tours (D1) | Rïnkla Stadium |

| Feuille de match | Feuille de match | Feuille de match                        | Feuille de match | Feuille de match                                                                 |
| ---------------- | --- | --------------------------------------- | --- | -------------------------------------------------------------------------------- |
|                  | - Mikhnov (Olynek, J. Avenel) — 17 min 32 s (SN) - Fourcade (Toukmatchev, Bortino) — 33 min 8 s - Dubé — 50 min 51 s J. Avenel (Olynek) — 58 min 1 s (SN + JS) - | 0-1 0-2 1-2 1-3 1-4 2-4 2-5 3-5 4-5 4-6 | Maltas (Camy-Sarty, Tiramani) — 5 min Bourgaut (Vrána, Tartari) — 9 min 17 s (SN) - Fortin (Altidor, Catelin) — 19 min 19 s Altidor — 31 min 2 s - Métais (Belgarde) — 39 min 53 s (SN) - Msumbu — 59 min 54 s (CV) | Arbitrage : Sébastien Levasseur Juges de lignes : Jérémie Douchy et Johan Fauvel |
| Gaillard         | Gardiens | Catelin                                 | | Arbitrage : Sébastien Levasseur Juges de lignes : Jérémie Douchy et Johan Fauvel |
| 12 min           | Pénalités | 8 min                                   | | Arbitrage : Sébastien Levasseur Juges de lignes : Jérémie Douchy et Johan Fauvel |
|                  | |                                         | | Arbitrage : Sébastien Levasseur Juges de lignes : Jérémie Douchy et Johan Fauvel |

| 24 octobre 2023 | Montpellier (D2) | 3-2 (1-1, 2-1, 0-0) | Toulouse-Blagnac (D2) | Patinoire Végapolis 823 spectateurs |

| Feuille de match | Feuille de match | Feuille de match    | Feuille de match                                                                          | Feuille de match                                                                   |
| ---------------- | --- | ------------------- | ----------------------------------------------------------------------------------------- | ---------------------------------------------------------------------------------- |
|                  | - Montagut (Mouchrif, Caubet) — 18 min 7 s - Lavrenov (Plantrou, Trani) — 36 min 27 s Dedreux (Kiener, Svoboda) — 37 min 27 s | 0-1 1-1 1-2 2-2 3-2 | O'Connell (Bergeron, Sudor) — 15 min 56 s - Pampanay-Montmayeur (Bergeron) — 32 min 9 s - | Arbitrage : Frédéric Peurière Juges de lignes : Benjamin Auméras et Florian Baudry |
| Loubier          | Gardiens | Bolduc              |                                                                                           | Arbitrage : Frédéric Peurière Juges de lignes : Benjamin Auméras et Florian Baudry |
| 14 min           | Pénalités | 12 min              |                                                                                           | Arbitrage : Frédéric Peurière Juges de lignes : Benjamin Auméras et Florian Baudry |
|                  | |                     |                                                                                           | Arbitrage : Frédéric Peurière Juges de lignes : Benjamin Auméras et Florian Baudry |

| 24 octobre 2023 | Anglet (SLM) | 1-3 (0-0, 0-1, 1-2) | Bordeaux (SLM) | Patinoire de la Barre 1 104 spectateurs |

| Feuille de match | Feuille de match                     | Feuille de match | Feuille de match | Feuille de match                                                                               |
| ---------------- | ------------------------------------ | ---------------- | --- | ---------------------------------------------------------------------------------------------- |
|                  | - Deslauriers (Pons) — 46 min 49 s - | 0-1 0-2 1-2 1-3  | Salonen (Prissaint, Guillaume) — 24 min 19 s Beaudoin (Salonen, Valtonen) — 45 min 33 s (SN) - Matima (Jevpalovs, Valtonen) — 59 min 47 s (CV) | Arbitrage : Raphaël Rohwedder et Yann Furet Juges de lignes : Guillaume Barthe et Eric Briolat |
| St. Cyr          | Gardiens                             | Papillon         | | Arbitrage : Raphaël Rohwedder et Yann Furet Juges de lignes : Guillaume Barthe et Eric Briolat |
| 8 min            | Pénalités                            | 6 min            | | Arbitrage : Raphaël Rohwedder et Yann Furet Juges de lignes : Guillaume Barthe et Eric Briolat |
|                  |                                      |                  | | Arbitrage : Raphaël Rohwedder et Yann Furet Juges de lignes : Guillaume Barthe et Eric Briolat |

| 24 octobre 2023 | Cholet (D1) | 0-4 (0-0, 0-2, 0-2) | Angers (SLM) | Pôle Sportif Glisséo 960 spectateurs |

| Feuille de match | Feuille de match | Feuille de match | Feuille de match | Feuille de match                                                                   |
| ---------------- | ---------------- | ---------------- | --- | ---------------------------------------------------------------------------------- |
|                  | -                | 0-1 0-2 0-3 0-4  | Bardaro (Prapavessis, Leblanc) — 31 min 15 s Chtcherbak — 34 min 23 s Sarliève (Halley, Manavian) — 42 min 24 s Ritz (Llorca, Chtcherbak) — 52 min 29 s | Arbitrage : Adrien Ernecq Juges de lignes : Maxime Laboulais et Joffrey Yssembourg |
| Schwerdel        | Gardiens         | Cowley           | | Arbitrage : Adrien Ernecq Juges de lignes : Maxime Laboulais et Joffrey Yssembourg |
| 4 min            | Pénalités        | 10 min           | | Arbitrage : Adrien Ernecq Juges de lignes : Maxime Laboulais et Joffrey Yssembourg |
|                  |                  |                  | | Arbitrage : Adrien Ernecq Juges de lignes : Maxime Laboulais et Joffrey Yssembourg |

## Huitièmes de finale
| 14 novembre 2023 | Dunkerque (D1) | 3-1 (0-1, 0-0, 3-0) | Cergy-Pontoise (SLM) | Patinoire Michel-Raffoux 1 417 spectateurs |

| Feuille de match | Feuille de match | Feuille de match | Feuille de match                 | Feuille de match                                                                               |
| ---------------- | --- | ---------------- | -------------------------------- | ---------------------------------------------------------------------------------------------- |
|                  | - Young (Poirier, Carpentier) — 40 min 24 s Winkelmann (Carpentier) — 54 min 50 s (SN) Budínský (Winkelmann) — 59 min 56 s (CV) | 0-1 1-1 2-1 3-1  | Coulombe (Ģēģeris) — 1 min 5 s - | Arbitrage : Cédric Turbert et Pierre Dehaen Juges de lignes : Maxime Laboulais et Thomas Simon |
| Vazzaz           | Gardiens | Ylönen           |                                  | Arbitrage : Cédric Turbert et Pierre Dehaen Juges de lignes : Maxime Laboulais et Thomas Simon |
| 4 min            | Pénalités | 10 min           |                                  | Arbitrage : Cédric Turbert et Pierre Dehaen Juges de lignes : Maxime Laboulais et Thomas Simon |
| 37               | Tirs | 31               |                                  | Arbitrage : Cédric Turbert et Pierre Dehaen Juges de lignes : Maxime Laboulais et Thomas Simon |

| 14 novembre 2023 | Épinal (D1) | 1-5 (1-1, 0-2, 0-2) | Angers (SLM) | Patinoire de Poissompré 2 516 spectateurs |

| Feuille de match | Feuille de match                        | Feuille de match        | Feuille de match | Feuille de match                                                                              |
| ---------------- | --------------------------------------- | ----------------------- | --- | --------------------------------------------------------------------------------------------- |
|                  | - Sedlak (Boni, Martin) — 14 min 11 s - | 0-1 1-1 1-2 1-3 1-4 1-5 | Bardaro (Llorca) — 8 min - Reid (Bardaro, Di Dio Balsamo) — 20 min 30 s (SN) Reid (Ritz, Ross) — 39 min 42 s (SN) Sarliève (Halley) — 44 min 5 s Valier (Manavian, Chtcherbak) — 56 min 44 s | Arbitrage : Yann Furet et Damien Icard Juges de lignes : Joffrey Yssembourg et Jérémie Collin |
| Bonvalot         | Gardiens                                | Cowley                  | | Arbitrage : Yann Furet et Damien Icard Juges de lignes : Joffrey Yssembourg et Jérémie Collin |
| 16 min           | Pénalités                               | 10 min                  | | Arbitrage : Yann Furet et Damien Icard Juges de lignes : Joffrey Yssembourg et Jérémie Collin |
| 12               | Tirs                                    | 38                      | | Arbitrage : Yann Furet et Damien Icard Juges de lignes : Joffrey Yssembourg et Jérémie Collin |

| 15 novembre 2023 | Tours (D1) | 0-6 (0-3, 0-3, 0-0) | Amiens (SLM) | Patinoire de Tours 1 048 spectateurs |

| Feuille de match                             | Feuille de match | Feuille de match        | Feuille de match | Feuille de match                                                                                   |
| -------------------------------------------- | ---------------- | ----------------------- | --- | -------------------------------------------------------------------------------------------------- |
|                                              | -                | 0-1 0-2 0-3 0-4 0-5 0-6 | Leborgne (Suire, Bergeron) — 8 min 20 s Simonsen — 13 min 10 s Bouchard (Suire, Lehtonen) — 15 min 42 s Lavigne (Simonsen, Boucher) — 32 min 14 s (SN) Tessier (Maïa, Freadrich) — 35 min 14 s Leborgne (Freadrich, Simonsen) — 37 min 44 s | Arbitrage : Sébastien Levasseur et Laurent Garbay Juges de lignes : Johan Fauvel et Jérémie Douchy |
| Catelin (55 min 42 s) S. Raibon (4 min 18 s) | Gardiens         | Fouquerel               | | Arbitrage : Sébastien Levasseur et Laurent Garbay Juges de lignes : Johan Fauvel et Jérémie Douchy |
| 8 min                                        | Pénalités        | 16 min                  | | Arbitrage : Sébastien Levasseur et Laurent Garbay Juges de lignes : Johan Fauvel et Jérémie Douchy |
| 22                                           | Tirs             | 35                      | | Arbitrage : Sébastien Levasseur et Laurent Garbay Juges de lignes : Johan Fauvel et Jérémie Douchy |

| 15 novembre 2023 | Neuilly-sur-Marne (D1) | 0-7 (0-3, 0-4, 0-0) | Rouen (SLM) | Patinoire municipale de Neuilly-sur-Marne 287 spectateurs |

| Feuille de match                            | Feuille de match | Feuille de match                  | Feuille de match | Feuille de match                                                                                       |
| ------------------------------------------- | ---------------- | --------------------------------- | --- | --- |
|                                             | -                | 0-1 0-2 0-3 0-4 0-5 0-6 0-7       | Bedin (Nesa, Hervé) — 12 min 12 s Kytnár — 14 min 12 s Addamo (Chakiachvili, Riu) — 16 min 37 s Yeo (Cantagallo, Bedin) — 22 min 27 s Bedin (Hervé, Nesa) — 25 min 1 s Bedin (Nesa) — 29 min 4 s Lampérier (Kristensen) — 31 min 27 s | Arbitrage : Alexandre Hauchart et Philippe Frossard Juges de lignes : Cyril Debuche et Gwilherm Margry |
| Pawelek (29 min 4 s) Rosandić (30 min 56 s) | Gardiens         | Pintarič (40 min) Caubet (20 min) | | Arbitrage : Alexandre Hauchart et Philippe Frossard Juges de lignes : Cyril Debuche et Gwilherm Margry |
| 10 min                                      | Pénalités        | 6 min                             | | Arbitrage : Alexandre Hauchart et Philippe Frossard Juges de lignes : Cyril Debuche et Gwilherm Margry |
| 16                                          | Tirs             | 52                                | | Arbitrage : Alexandre Hauchart et Philippe Frossard Juges de lignes : Cyril Debuche et Gwilherm Margry |

| 15 novembre 2023 | Chamonix (SLM) | 0-2 (0-0, 0-0, 0-2) | Bordeaux (SLM) | Centre sportif Richard-Bozon 610 spectateurs |

| Feuille de match | Feuille de match | Feuille de match | Feuille de match                                            | Feuille de match                                                                                 |
| ---------------- | ---------------- | ---------------- | ----------------------------------------------------------- | ------------------------------------------------------------------------------------------------ |
|                  | -                | 0-1 0-2          | Salonen (Pompei) — 55 min 36 s Jevpalovs — 59 min 33 s (CV) | Arbitrage : Geoffrey Barcelo et Nicolas Cregut Juges de lignes : Thiefen Biot et Quentin Ugolini |
| Mugnier          | Gardiens         | Papillon         |                                                             | Arbitrage : Geoffrey Barcelo et Nicolas Cregut Juges de lignes : Thiefen Biot et Quentin Ugolini |
| 6 min            | Pénalités        | 6 min            |                                                             | Arbitrage : Geoffrey Barcelo et Nicolas Cregut Juges de lignes : Thiefen Biot et Quentin Ugolini |
| 31               | Tirs             | 35               |                                                             | Arbitrage : Geoffrey Barcelo et Nicolas Cregut Juges de lignes : Thiefen Biot et Quentin Ugolini |

| 15 novembre 2023 | Chambéry (D1) | 5-4 (2-1, 2-2, 1-1) | Gap (SLM) | Patinoire Buisson Rond 700 spectateurs |

| Feuille de match | Feuille de match | Feuille de match                    | Feuille de match | Feuille de match                                                                              |
| ---------------- | --- | ----------------------------------- | --- | --------------------------------------------------------------------------------------------- |
|                  | Fertin (Lesage, McKinney) — 31 s - Belisle (McKinney, Besnier) — 19 min 47 s (SN) Grossetete (Kolonine, Reynaud) — 20 min 36 s - McKinney (Belisle, Régis) — 35 min 58 s - Grossetete (Régis) — 51 min 2 s (IN) | 1-0 1-1 2-1 3-1 3-2 3-3 4-3 4-4 5-4 | - Langlais (Correia) — 9 min 46 s - Correia (Vartiainen, Goličič) — 23 min 18 s (SN) Joubert (Nassivet, Gutierrez) — 27 min 52 s - Goličič (Meisaari, L. Coulaud) — 43 min 29 s - | Arbitrage : Julien Peyre et Sébastien Geoffroy Juges de lignes : Vincent Zede et Eric Briolat |
| Muise            | Gardiens | Richard                             | | Arbitrage : Julien Peyre et Sébastien Geoffroy Juges de lignes : Vincent Zede et Eric Briolat |
| 14 min           | Pénalités | 12 min                              | | Arbitrage : Julien Peyre et Sébastien Geoffroy Juges de lignes : Vincent Zede et Eric Briolat |
| 24               | Tirs | 51                                  | | Arbitrage : Julien Peyre et Sébastien Geoffroy Juges de lignes : Vincent Zede et Eric Briolat |

| 14 novembre 2023 | Grenoble (SLM) | 5-1 (2-0, 3-1, 0-0) | Marseille (SLM) | Patinoire Polesud 3 967 spectateurs |

| Feuille de match | Feuille de match | Feuille de match        | Feuille de match                        | Feuille de match                                                                                        |
| ---------------- | --- | ----------------------- | --------------------------------------- | --- |
|                  | Koudri (Treille, Lamarche) — 9 min 38 s (IN) Quattrone (Racine, Farnier) — 16 min 2 s A. Dair (Lavoie, Koudri) — 21 min 50 s Deschamps (Farnier, Lamarche) — 27 min 26 s - A. Dair (Hardy, Lamarche) — 37 min 14 s | 1-0 2-0 3-0 4-0 4-1 5-1 | - Djigaouri (Stoliarov) — 27 min 44 s - | Arbitrage : Nicolas Barbez et Alexandre Bourreau Juges de lignes : Clément Goncalves et Alexia Cheyroux |
| Štěpánek         | Gardiens | Čiliak                  |                                         | Arbitrage : Nicolas Barbez et Alexandre Bourreau Juges de lignes : Clément Goncalves et Alexia Cheyroux |
| 18 min           | Pénalités | 10 min                  |                                         | Arbitrage : Nicolas Barbez et Alexandre Bourreau Juges de lignes : Clément Goncalves et Alexia Cheyroux |
| 32               | Tirs | 21                      |                                         | Arbitrage : Nicolas Barbez et Alexandre Bourreau Juges de lignes : Clément Goncalves et Alexia Cheyroux |

| 14 novembre 2023 | Montpellier (D2) | 2-5 (2-2, 0-1, 0-2) | Nice (SLM) | Patinoire Végapolis 862 spectateurs |

| Feuille de match | Feuille de match                                                                            | Feuille de match            | Feuille de match | Feuille de match                                                                                              |
| ---------------- | ------------------------------------------------------------------------------------------- | --------------------------- | --- | --- |
|                  | Heffernan (Beckmann, Mouchrif) — 1 min 31 s Lavrenov (Heffernan, Cherkaoui) — 12 min 45 s - | 1-0 2-0 2-1 2-2 2-3 2-4 2-5 | - Kuronen (Vitou, Lévèsque) — 14 min 57 s Kopta (Bélisle) — 19 min 12 s (SN) Kuronen (Babka, Sautereau) — 26 min 12 s (SN) Je. Larinmaa (Nikiforov, Rytchagov) — 48 min 9 s Kuronen (Sautereau, Villain) — 52 min 4 s | Arbitrage : Frédéric Peurière et Benjamin Scolari Juges de lignes : Guillaume Barthe et Nicolas Constantineau |
| Wery             | Gardiens                                                                                    | Molder                      | | Arbitrage : Frédéric Peurière et Benjamin Scolari Juges de lignes : Guillaume Barthe et Nicolas Constantineau |
| 12 min           | Pénalités                                                                                   | 4 min                       | | Arbitrage : Frédéric Peurière et Benjamin Scolari Juges de lignes : Guillaume Barthe et Nicolas Constantineau |
| 16               | Tirs                                                                                        | 54                          | | Arbitrage : Frédéric Peurière et Benjamin Scolari Juges de lignes : Guillaume Barthe et Nicolas Constantineau |

## Quarts de finale
| 28 novembre 2023 | Dunkerque (D1) | 2-1 (TB) (0-0, 0-1, 1-0, 0-0, 1-0) | Angers (SLM) | Patinoire Michel-Raffoux 1 417 spectateurs |

| Feuille de match | Feuille de match                                                   | Feuille de match | Feuille de match                         | Feuille de match                                                                                    |
| ---------------- | ------------------------------------------------------------------ | ---------------- | ---------------------------------------- | --------------------------------------------------------------------------------------------------- |
|                  | - Colley (Klack, Cruchandeau) — 42 min 27 s Budínský — 65 min (TB) | 0-1 1-1 2-1      | Halley (Moutrey, Leblanc) — 33 min 5 s - | Arbitrage : Damien Bliek et Raphaël Rohwedder Juges de lignes : Cyril Debuche et Joffrey Yssembourg |
| Vazzaz           | Gardiens                                                           | Cowley           |                                          | Arbitrage : Damien Bliek et Raphaël Rohwedder Juges de lignes : Cyril Debuche et Joffrey Yssembourg |
| 6 min            | Pénalités                                                          | 6 min            |                                          | Arbitrage : Damien Bliek et Raphaël Rohwedder Juges de lignes : Cyril Debuche et Joffrey Yssembourg |
| 28               | Tirs                                                               | 39               |                                          | Arbitrage : Damien Bliek et Raphaël Rohwedder Juges de lignes : Cyril Debuche et Joffrey Yssembourg |

| 28 novembre 2023 | Rouen (SLM) | 3-6 (1-3, 1-1, 1-2) | Grenoble (SLM) | L'Île Lacroix 3 279 spectateurs |

| Feuille de match | Feuille de match | Feuille de match                    | Feuille de match | Feuille de match                                                                                      |
| ---------------- | --- | ----------------------------------- | --- | --- |
|                  | - Mallet (Yeo, Villard) — 16 min 51 s - Perron (Bedin, Chakiachvili) — 39 min 28 s (SN) - Perron — 55 min 47 s (2 SN) - | 0-1 0-2 0-3 1-3 1-4 2-4 2-5 3-5 3-6 | Fleury (Deschamps, Lamarche) — 20 s Deschamps (A. Dair) — 14 min 52 s (IN) Lioubimov (Treille, Fleury) — 16 min 19 s (SN) - Fleury (Lioubimov, Lavoie) — 28 min 10 s (SN) - Aubin (Bachelet, Hardy) — 51 min 14 s - Deschamps — 56 min 43 s (IN + CV) | Arbitrage : Jérémy Rauline et Yann Furet Juges de lignes : Clément Goncalves et Nicolas Constantineau |
| Pintarič         | Gardiens | Štěpánek                            | | Arbitrage : Jérémy Rauline et Yann Furet Juges de lignes : Clément Goncalves et Nicolas Constantineau |
| 8 min            | Pénalités | 16 min                              | | Arbitrage : Jérémy Rauline et Yann Furet Juges de lignes : Clément Goncalves et Nicolas Constantineau |
| 35               | Tirs | 39                                  | | Arbitrage : Jérémy Rauline et Yann Furet Juges de lignes : Clément Goncalves et Nicolas Constantineau |

| 28 novembre 2023 | Amiens (SLM) | 9-2 (3-2, 4-0, 2-0) | Nice (SLM) | Coliseum 2 228 spectateurs |

| Feuille de match | Feuille de match | Feuille de match                            | Feuille de match                                                                         | Feuille de match                                                                         |
| ---------------- | --- | ------------------------------------------- | ---------------------------------------------------------------------------------------- | ---------------------------------------------------------------------------------------- |
|                  | Bouchard (Lehtonen) — 5 min Boucher (Tessier, Freadrich) — 6 min 26 s (SN) - Bouchard (Suire, Lehtonen) — 12 min 4 s (SN) - Leborgne (Lavigne, Freadrich) — 25 min 11 s Djemel (Plagnat) — 26 min 48 s Bault (Boucher, Maïa) — 38 min 15 s Bouchard (Tessier) — 39 min 4 s Plagnat (Djemel, Belharfi) — 42 min 24 s Lehtonen (Niskala, Maïa) — 58 min 21 s (SN) | 1-0 2-0 2-1 3-1 3-2 4-2 5-2 6-2 7-2 8-2 9-2 | - Salve (Kalan, Abramov) — 7 min 45 s - Larinmaa (Reini, Nikiforov) — 17 min 58 s (SN) - | Arbitrage : Pierre Dehaen et Julien Peyre Juges de lignes : Johan Fauvel et Vincent Zedé |
| Fouquerel        | Gardiens | Bespalov (40 min) Silighini (20 min)        |                                                                                          | Arbitrage : Pierre Dehaen et Julien Peyre Juges de lignes : Johan Fauvel et Vincent Zedé |
| 4 min            | Pénalités | 8 min                                       |                                                                                          | Arbitrage : Pierre Dehaen et Julien Peyre Juges de lignes : Johan Fauvel et Vincent Zedé |
| 56               | Tirs | 17                                          |                                                                                          | Arbitrage : Pierre Dehaen et Julien Peyre Juges de lignes : Johan Fauvel et Vincent Zedé |

| 29 novembre 2023 | Chambéry (D1) | 6-3 (0-1, 2-2, 4-0) | Bordeaux (SLM) | Patinoire Buisson Rond 1 047 spectateurs |

| Feuille de match | Feuille de match | Feuille de match                    | Feuille de match | Feuille de match                                                                                    |
| ---------------- | --- | ----------------------------------- | --- | --------------------------------------------------------------------------------------------------- |
|                  | - Kolonine (Letellier, Fertin) — 28 min 36 s Régis (Belisle, McKinney) — 39 min 40 s (SN) Belisle (McKinney, Besnier) — 48 min 5 s McKinney (Daneau, Mikkonen) — 52 min 24 s (SN) Belisle (McKinney) — 59 min 7 s (CV) Daneau — 59 min 19 s (CV) | 0-1 0-2 0-3 1-3 2-3 3-3 4-3 5-3 6-3 | Beaudoin (Spinozzi, Valtonen) — 9 min 41 s Polcs (Kauppila) — 21 min 59 s Carry (Salonen, Prissaint) — 27 min 29 s - | Arbitrage : Nicolas Barbez et Benjamin Scolari Juges de lignes : Quentin Ugolini et Gwilherm Margry |
| Muise            | Gardiens | Papillon                            | | Arbitrage : Nicolas Barbez et Benjamin Scolari Juges de lignes : Quentin Ugolini et Gwilherm Margry |
| 2 min            | Pénalités | 37 min                              | | Arbitrage : Nicolas Barbez et Benjamin Scolari Juges de lignes : Quentin Ugolini et Gwilherm Margry |
| 40               | Tirs | 35                                  | | Arbitrage : Nicolas Barbez et Benjamin Scolari Juges de lignes : Quentin Ugolini et Gwilherm Margry |

## Demi-finales
| 20 décembre 2023 | Chambéry (D1) | 1-2 (0-1, 1-1, 0-0) | Dunkerque (D1) | Patinoire Buisson Rond 1 156 spectateurs |

| Feuille de match | Feuille de match                                  | Feuille de match | Feuille de match                                                         | Feuille de match                                                                                    |
| ---------------- | ------------------------------------------------- | ---------------- | ------------------------------------------------------------------------ | --------------------------------------------------------------------------------------------------- |
|                  | - Grossetete (McKinney, Mikkonen) — 22 min 47 s - | 0-1 1-1 1-2      | Broutin (C. Thomas, Young) — 7 min 8 s - Stonnell (Torres) — 28 min 22 s | Arbitrage : Geoffrey Barcelo et Damien Bliek Juges de lignes : Clément Goncalves et Quentin Ugolini |
| Muise            | Gardiens                                          | Vazzaz           |                                                                          | Arbitrage : Geoffrey Barcelo et Damien Bliek Juges de lignes : Clément Goncalves et Quentin Ugolini |
| 2 min            | Pénalités                                         | 2 min            |                                                                          | Arbitrage : Geoffrey Barcelo et Damien Bliek Juges de lignes : Clément Goncalves et Quentin Ugolini |
| 32               | Tirs                                              | 31               |                                                                          | Arbitrage : Geoffrey Barcelo et Damien Bliek Juges de lignes : Clément Goncalves et Quentin Ugolini |

| 19 décembre 2023 | Grenoble (SLM) | 5-1 (2-0, 1-1, 2-0) | Amiens (SLM) | Patinoire Polesud 4 208 spectateurs |

| Feuille de match | Feuille de match | Feuille de match        | Feuille de match                               | Feuille de match                                                                                     |
| ---------------- | --- | ----------------------- | ---------------------------------------------- | --- |
|                  | Lioubimov (Deschamps, Fleury) — 7 min 14 s Deschamps (Schmitt) — 9 min 19 s - Hardy (Deschamps) — 23 min 6 s Munoz (Koudri, F. Dair) — 45 min 12 s Fleury (Munoz, Koudri) — 47 min 48 s | 1-0 2-0 2-1 3-1 4-1 5-1 | - Leborgne (Simonsen, Bergeron) — 21 min 5 s - | Arbitrage : Pierre Dehaen et Jérémy Rauline Juges de lignes : Cyril Debuche et Nicolas Constantineau |
| Štěpánek         | Gardiens | Fouquerel               |                                                | Arbitrage : Pierre Dehaen et Jérémy Rauline Juges de lignes : Cyril Debuche et Nicolas Constantineau |
| 12 min           | Pénalités | 8 min                   |                                                | Arbitrage : Pierre Dehaen et Jérémy Rauline Juges de lignes : Cyril Debuche et Nicolas Constantineau |
| 27               | Tirs | 29                      |                                                | Arbitrage : Pierre Dehaen et Jérémy Rauline Juges de lignes : Cyril Debuche et Nicolas Constantineau |

## Finale
| 21 janvier 2024 | Dunkerque (D1) | 4-7 (1-3, 2-2, 1-2) | Grenoble (SLM) | AccorHotels Arena 13 877 spectateurs |

| Feuille de match | Feuille de match | Feuille de match                            | Feuille de match | Feuille de match                                                                                       |
| ---------------- | --- | ------------------------------------------- | --- | --- |
|                  | - Colley (Klack, Stonnell) — 3 min 22 s - C. Thomas (Broutin) — 21 min 48 s - Colley (Klack, Cruchandeau) — 39 min 56 s Dinda (Colley) — 46 min 51 s - | 0-1 1-1 1-2 1-3 2-3 2-4 2-5 3-5 4-5 4-6 4-7 | A. Dair (Rouhiainen, Koudri) — 3 min 9 s - Lavoie (Koudri) — 9 min 55 s (SN) Fleury (Lioubimov, Treille) — 14 min 41 s (SN) - Rouhiainen (Koudri, Treille) — 24 min 16 s F. Dair (Bachelet) — 26 min 16 s - Deschamps (Fleury, Lioubimov) — 48 min 30 s Lavoie (Bachelet) — 58 min 53 s (CV) | Arbitrage : Pierre Dehaen et Geoffrey Barcelo Juges de lignes : Nicolas Constantineau et Cyril Debuche |
| Vazzaz           | Gardiens | Štěpánek                                    | | Arbitrage : Pierre Dehaen et Geoffrey Barcelo Juges de lignes : Nicolas Constantineau et Cyril Debuche |
| 6 min            | Pénalités | 6 min                                       | | Arbitrage : Pierre Dehaen et Geoffrey Barcelo Juges de lignes : Nicolas Constantineau et Cyril Debuche |
| 31               | Tirs | 42                                          | | Arbitrage : Pierre Dehaen et Geoffrey Barcelo Juges de lignes : Nicolas Constantineau et Cyril Debuche |

## Nombre d'équipes par division et par tour
|                       | Premier tour | Seizièmes de finale | Huitièmes de finale   | Quarts de finale      | Demi- finales         | Finale                |
| Ligue Magnus 12 clubs | Exempts      | 12                  | 10                    | 6                     | 2                     | 1                     |
| Division 1 14 clubs   | 11           | 11                  | 5                     | 2                     | 2                     | 1                     |
| Division 2 15 clubs   | 15           | 7                   | 1                     | Plus de représentants | Plus de représentants | Plus de représentants |
| Division 3 8 clubs    | 8            | 2                   | Plus de représentants | Plus de représentants | Plus de représentants | Plus de représentants |
| Totaux                | 34           | 32                  | 16                    | 8                     | 4                     | 2                     |